# Manbij
Manbij (kurdisk: Minbic; arabisk: منبج; adygeisk: Mumbuj; gammelsyrisk: ܡܒܘܓ) er en by i den nordøstlige del af Aleppo provins i det nordlige Syrien, 30 km vest for Eufrat. Ved folketælling 2004 havde Manbij 78.255(2012) indbyggere. Befolkningen i Manbij er etnisk forskelligartede, herunder arabere, kurdere, tjerkessere og tjetjenere, og mange praktiserer Naqshbandiyya sufisme.

## Ekstrene henvvisninger
- Wikimedia Commons har flere filer relateret til Manbij